# Ботанічна площа
Ботані́чна пло́ща — площа у Шевченківському районі міста Києва. Розташована між вулицями Леонтовича, Івана Франка та бульваром Тараса Шевченка. 

## Історія
Площа виникла у 2-й половині XIX століття, у 1869 році отримала назву Володимирська (рос. Владимирская) (від розташованого на ній Володимирського собору), з 1939 року — Інститутська. Сучасна назва — з 1952 року, від Ботанічного саду ім. О. В. Фоміна, що межує з нею.